# Club Atlético Aldosivi
Maillots
Actualités
Le Club Atlético Aldosivi est un club argentin de football basé à Mar del Plata.

## Histoire
Le club a été fondé le 29 mars 1913, quand un groupe d'employés français de l'entreprise qui construisait le port de Mar del Plata s'est alors réuni au café El Recreo pour créer un club où ils pouvaient pratiquer ce sport. ils aimaient.
Le nom du club provient des deux premières lettres du nom des ingénieurs et des propriétaires de l'entreprise chargée de la construction du port: Allard, Doulfus, Sillard et Wiriott (le "w" a été remplacé par un "v" car il n'y avait pas "W" disponible pour télégraphier l'annonce officielle). [3]
Les premières couleurs ont été extraites du drapeau français (bleu, blanc et rouge), porté par l'équipe durant ses premières années d'existence. Quelque temps plus tard, un magasin local a fait don au club des maillots vert et jaune à rayures verticales. C'est devenu les couleurs définitives d'Aldosivi, portées jusqu'à nos jours.
Pedro Seré a été élu premier président du club. Il a également créé "Marplatense Football Association" (la première ligue locale), dont le siège est au port de Mar del Plata, dans la rue Figuero Alcorta.

## Palmarès
- Liga Marplatense de Fútbol :
  - Division 1 : 1973, 1974, 1975, 1989, 1993, 1994
  - Division 2 : 1923, 1959, 1983
  - Division 3 : 1941, 1944